# Dănciulești
Dănciulești je obec v župě Gorj v Rumunsku. Žije zde přibližně 2 000 obyvatel. Součástí obce je i šest okolních vesnic.

## Části obce
- Dănciulești – 297 obyvatel
- Bibulești – 258 obyvatel
- Hălăngești – 310 obyvatel
- Obârșia – 525 obyvatel
- Petrăchei – 117 obyvatel
- Rădinești – 364 obyvatel
- Zăicoiu – 126 obyvatel